# کریستین اوکرن
کریستین اوکرن (انگلیسی: Christine Ockrent؛ زادهٔ ۲۴ آوریل ۱۹۴۴) روزنامه‌نگار اهل بلژیک است.
او پس از پیروزی انقلاب اسلامی در ایران با نخست‌وزیر پیشین این کشور، امیرعباس هویدا مصاحبه کرده‌است.
وی همچنین برندهٔ جوایزی همچون لژیون دونور (افسر) شده‌است.

## زندگی
اوکرن در بروکسل بلژیک زاده شد. یک پسر به نام الکساندر دارد که متولد ۱۱ مارس ۱۹۸۶ است.